# 2010 en Argentine
Cet article présente les faits marquants de l'année 2010 en Argentine.

## Évènements
- 1er janvier 2010: Politique/Droits de l'homme: la présidente Cristina Kirchner signe un décret de déclassification des archives de la dictature militaire. La liste des noms des membres du Bataillon d'Intelligence 601 est fournie quelques semaines plus tard à la justice.
- 3 janvier 2010: Rallye Dakar : lors du premier jour du rallye Dakar, un accident coûte la vie à une spectatrice et blesse 3 autres spectateurs, entre la capitale Buenos Aires et la ville de Córdoba.
- 7 janvier 2010: Politique/Économie: la présidente Cristina Kirchner limoge par un décret d'urgence le président de la Banque centrale, Martín Redrado, ce qui provoque une crise institutionnelle.
- 29 janvier 2010: Politique/Économie: le président de la Banque centrale, Martín Redrado démissionne finalement.
- 15 juillet 2010: Politique/Droits de l'homme: Le projet de loi permettant au mariage homosexuel d'être légalisé est accepté.

## Décès
- 1er janvier : Eduardo Ricagni, footballeur
- 4 janvier :  Sandro (musicien), musicien et acteur
- 25 janvier : Emilio Vieyra, réalisateur, producteur et scénariste
- 26 janvier :  Inda Ledesma, actrice
- 31 janvier : Tomás Eloy Martínez,  écrivain, journaliste et professeur
- 15 février : Juan Carlos González, footballeur
- 18 février : Ariel Ramírez, auteur-compositeur et pianiste
- 20 février : Eduardo Di Loreto, footballeur et entraîneur
- 7 mars : Carlos Moratorio, cavalier
- 19 mars : Raúl de la Torre, réalisateur et scénariste
- 3 avril : Silvana Roth, actrice de théâtre et de cinéma
- 12 avril : María Aurelia Bisutti, actrice
- 22 avril : Sœur Odile, religieuse-ouvrière dominicaine française morte en Argentine
- 2 mai : Santiago Carlos Oves, réalisateur
- 31 mai : Rubén Juárez, musicien et bandonéoniste de tango
- 19 juin :  Tamara Grigorieva,  danseuse classique, chorégraphe et professeure de ballet russe naturalisée argentine
- 23 juin : Magda Frank, sculptrice hongroise-argentine
- 26 juin : Aníbal Di Salvo, réalisateur, scénariste et chef opérateur
- 18 juillet : Jorge Cepernic, homme politique
- 31 juillet : Pedro Dellacha, footballeur
- 2 août : 
  - José María Silvero, footballeur et entraîneur
  - Giovanni Ventura, éditeur italien mort en Argentine
- 21 août : Rodolfo Fogwill, sociologue, nouvelliste et romancier
- 22 août : Raúl Belén, footballeur
- 30 août :  Francisco Varallo, footballeur
- 9 septembre : Bent Larsen, joueur d'échecs danois mort en Argentine
- 16 septembre :  Mario Rodríguez Cobos, écrivain
- 17 septembre : Elda Dessel, actrice
- 22 septembre : Jorge González, joueur de basket-ball et catcheur
- 27 octobre : Néstor Kirchner, homme d'État
- 4 novembre : Gabriela David, réalisatrice
- 8 novembre : Emilio Eduardo Massera, militaire
- 7 décembre : Federico Vairo, footballeur